# GAP volante
(Guido Nozzoli)
I GAP volanti erano gruppi di gappisti selezionati ed incaricati di compiere audaci operazioni di sabotaggio e colpi di mano a vasto raggio, attivi durante la Resistenza contro il nazifascismo.
Al fine di impedire che i partigiani venissero riconosciuti, la caratteristica dei GAP volanti era l'estrema mobilità: agendo in zone sempre differenti e soprattutto lontane dai luoghi in cui vivevano, essi contavano su una rete di rifugi sicuri sparsi su tutto il territorio provinciale, in cui nascondersi rapidamente dopo aver compiuto le loro incursioni.

## Il GAP volante di Ravenna

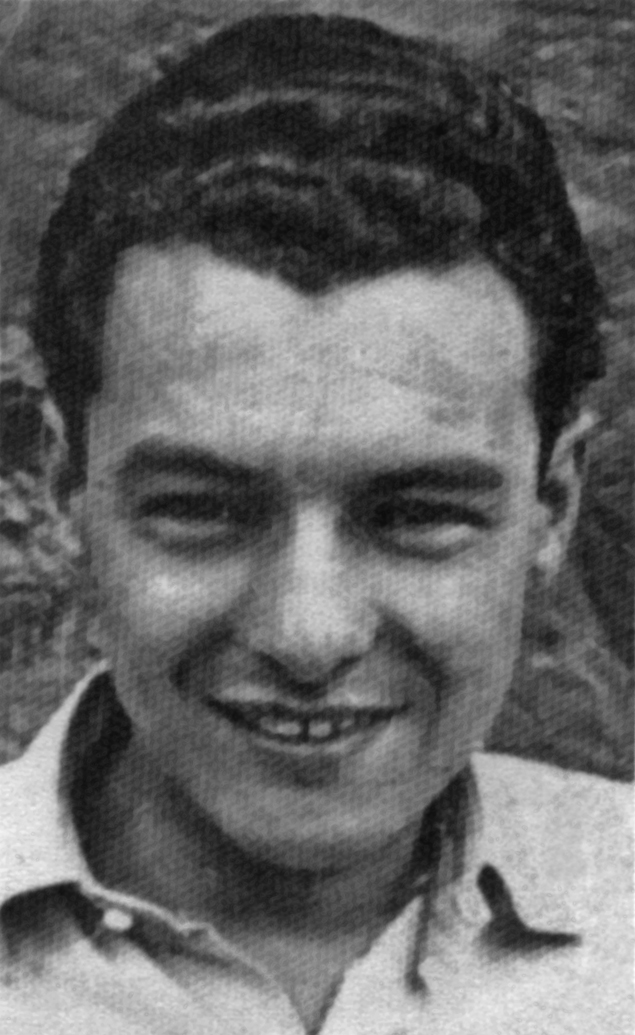
Napoleone

Tra i GAP volanti attivi nella provincia di Ravenna, ideati nella primavera del 1944 nel contesto della "pianurizzazione" della lotta partigiana teorizzata dal loro comandante Arrigo Boldrini, il GAP volante operante nella città di Ravenna, appartenente al Distaccamento "Terzo Lori" della 28ª Brigata GAP "Mario Gordini", si distinse nell'estate del 1944 come uno dei più attivi ed audaci.

Sputafuoco

Esso, come gli altri, era scorporato dalla struttura dei GAP e dipendeva direttamente dal Comando Militare provinciale.
Il gruppo, formato dal comandante Walter Suzzi (Sputafuoco) e da Dino Rondoni (Pablo), Giuseppe Bondi (Nopi), Fulvio Raffoni (Geppetto), fu protagonista di azioni spericolate, mirate al sabotaggio, alla raccolta di armi ed a generare un clima di insicurezza nel territorio controllato dai nazifascisti, non di rado all'insegna della beffa nei confronti dell'avversario (una caratteristica questa tipicamente romagnola, come anche nel caso della Banda Corbari).
Con la cattura e l'uccisione di Sputafuoco - avvenuta il 18 luglio 1944 - al comando del gruppo subentrò Umberto Ricci (Napoleone), che dette alle operazioni un'impronta diversa, sia negli obbiettivi che nelle modalità. La prima di queste azioni fu l'eliminazione del milite delle Brigate Nere Primo Tabanelli, soprannominato S-ciantèn (responsabile della morte di Walter Suzzi), a cui seguirono altri simili episodi.
L'inserimento di Ricci nel GAP provocò tuttavia un certo disorientamento tra i suoi componenti: fino ad allora il gruppo aveva operato con prudenza e calcolo per cui l'irruenza del nuovo capo li lasciò perplessi: d'altra parte egli si assumeva sempre in prima persona il maggior rischio nel corso dell'azione, affrontando frontalmente ed allo scoperto le sue vittime.
Il 18 agosto del 1944 Napoleone riuscì ad individuare e colpire a morte in pieno centro a Ravenna il milite fascista Leonida Bedeschi, noto tra i suoi camerati come Catìveria: l'improvvisazione con cui fu condotta l'azione gli fu tuttavia fatale, provocandone l'immediata cattura. Lungamente torturato dalle Brigate Nere, venne impiccato una settimana dopo per rappresaglia assieme ad altri partigiani al Ponte degli Allocchi.
Privato per la seconda volta nel giro di un mese del proprio comandante, cambiate le condizioni di lotta sul territorio, l'attività del GAP volante ravennate cesserà progressivamente di avere una specifica operatività - come pure gli altri omonimi - mentre i suoi membri continueranno a combattere all'interno della Brigata sino alla Liberazione.